# ۶۳۳ (میلادی)
۶۳۳ (میلادی) ششصد و سی و سومین سال تقویم میلادی است.

## رویدادها
- آوریل – نبرد رودخانه میان اعراب مسلمان و ارتش ساسانیان که به پیروزی اعراب انجامید.

## درگذشتگان
ابوعبید ثقفی